# Malé Muzeum Malých Motocyklů
Malé Muzeum Malých Motocyklů je muzeum v Bystřici nad Pernštejnem v okrese Žďár nad Sázavou, sídlí v domě na Kostelní ulici čp. 51 na dolní stráně Masarykova náměstí v Bystřici nad Pernštejnem. Založeno bylo v květnu 2006. Zakladatelem a provozovatelem muzea je Veterán Klub Tatra Bystřice nad Pernštejnem primárně pod vedením Františka Proseckého.

## Expozice
Muzeum se specializuje na motocykly s malým obsahem motoru, především na motocykly s obsahem motoru 50 ccm. Součástí sbírky je cca 30 motocyklů české i zahraniční výroby. Jedním z nejzajímavějších exponátů je policejní motocykl Jawa 634 ze 70. let a policejní motocykl Velocette z 50. let. Součástí sbírky jsou i motokola či vojenské motocykly. V sbírce je kromě historických motocyklů i moderní Pionýr Jawa 555 z roku 2006. Ve vojenské části expozice jsou dva motocykly Jawa 350 a 250. Vystaveny jsou i dětské hračky. Nejstarším exponátem je francouzský motocykl Alcyon z let výroby 1924 až 1939. Součástí muzea malých motocyklů je také depozit muzea Veterán klubu Tatra Bystřice nad Pernštejnem.